# Последният ловец на вещици
„Последният ловец на вещици“ (на английски: The Last Witch Hunter) е американски фентъзи екшън филм от 2015 година, фентъзи екшън на режисьора Брек Ейснър по сценарий на Кори Гудман, Мат Сазама и Бърк Шарплес. Главните роли се изпълняват от Вин Дизел, Илайджа Ууд, Роуз Лесли, Юли Енгелбрехт, Майкъл Кейн.

## Сюжет
Внимание:  Текстът по-долу разкрива сюжета на произведението (или части от него)!
Действието се развива в наши дни, като безсмъртен ловец на вещици се опитва да попречи на могъща вещица да предизвика масова епидемия.
Колдър (Вин Дизел) е единственият човек, който стои между човечеството и обединените сили на най-ужасяващите вещици в историята. Светът ни крие много тайни и загадки, но най-невероятната от тях е, че сред нас все още живеят вещици – зли същества със свръхестествени способности, твърдо решени да отприщят Черната смърт над света.